# Cleistocarpida
Sous-ordre
Synonymes
- ordre Stauromedusae (préféré par NCBI)[2]

Les Cleistocarpida sont un sous-ordre de stauroméduses considéré comme invalide par le World Register of Marine Species.